# Barbalimpia
Barbalimpia és una petita pedania de la província de Conca i dins el terme municipal de Villar de Olalla.
S'ubica al bell mig d'una vall, en l'Alcarria conquense. Al llarg de l'any, de forma permanent, té 4 habitants. En l'estiu, en època de vacances, arriba als 200 habitants. Té un clima continental mediterrani interior. A l'estiu les temperatures són baixes a la nit i moderades durant el dia. A l'hivern, les temperatures baixen força.
Un dels monuments històrics més destacats és el piló romà i la reconstruïda església sota l'advocació de la Mare de déu de l'Assumpció.